# Витикузо
Витику̀зо (на италиански: Viticuso) е село и община в Централна Италия, провинция Фрозиноне, регион Лацио. Разположено е на 825 m надморска височина. Населението на общината е 388 души (към 2010 г.).